# Gardenia resiniflua
Gardenia resiniflua är en måreväxtart som beskrevs av William Philip Hiern. Gardenia resiniflua ingår i släktet Gardenia och familjen måreväxter.

## Underarter
Arten delas in i följande underarter:
- G. r. resiniflua
- G. r. septentrionalis